# تاکاشی کاکو
تاکاشی کاکو (انگلیسی: Takashi Kako؛ زادهٔ ۳۱ ژانویهٔ ۱۹۴۷) موسیقی‌دان، آهنگساز اهل ژاپن است.